# Холодный март
«Холодный март» — советская лента 1987 года режиссёра Игоря Минаева, снятая на «Одесской киностудии».

## Синопсис
Окраина небольшого провинциального городка, где находится профессионально-техническое училище. Нежелание учиться, проблемы с законом — вот что характеризует многих учащихся. Но директор училища Андрей Шиленко не намерен мириться с этим. Он заботится о своих учениках, не разучился видеть в них не только детей, нуждающихся в его заботе, но и людей со сложным эмоциональным миром, непростыми судьбами.

## В ролях
- Максим Киселёв — Митя Корниенко
- Андрей Толубеев — Андрей Иванович Шиленко, директор ПТУ
- Людмила Давыдова — Ольга Юрьевна
- Николай Токарь — Николай Степанович Митюк
- Андрей Любимов — Антон Михальченко, староста
- Игорь Аитов — Хорёк
- Николай Бандурин — Куркуль, учащийся ПТУ
- Дмитрий Смирнов — Напильник
- Владимир Голованёв — Борька Зинченко
- Сергей Буртяк — Стас
- Наталья Острикова — Инесса Сергеевна
- Ольга Реус-Петренко — Понарская
- Глеб Сошников — Бураков, «Бурый»
- Анна Белашова — Вера
- Владимир Гвоздев — Игорь
- Антон Минаев — Витя
- Евгений Бессонный — Ваня
- Александр Ненашев — Петя
- Сергей Скверчинский — Олег
- Игорь Ефимов — Солдатенко

## Съёмочная группа
- Автор сценария: Александр Горохов
- Режиссёр-постановщик: Игорь Минаев
- Оператор-постановщик: Владимир Панков
- Художник-постановщик: Анатолий Наумов
- Композитор: Анатолий Дергачёв
- Звукооператор: Игорь Рябинин
- Режиссёр: Надежда Безсокирна
- Оператор: Н. Курганский
- Художник по костюмам: Галина Уварова
- Художник по гриму: Людмила Друмырецкая
- Режиссёр монтажа: П. Рудых
- Художник-декоратор: Наталья Квашина
- Редактор: Л. Демченко
- Административная группа: В. Бендас, И. Лев, Елена Дементьева, Е. Буянина
- В фильме звучит музыкальная тема романса А. Алябьева
- Директор: Инна Плотникова

## Награды
- 1988 — Каннский кинофестиваль — Специальный приз и приз критики

## Рецензии
- Зархи Н. В ожидании апреля // Искусство кино. — 1988. — № 10.
- Лындина Э. После долгой зимы // Советский экран. — 1988. — № 19.